# Pedro Álvares Cabral
Pedro Álvares Cabral  (Belmonte, 1467 o 1468 - Santarém, 1520) fou un fidalgo, comandant militar, navegant i explorador portuguès, considerat el descobridor del Brasil. Cabral va dur a terme la primera exploració important de la costa nord-est d'Amèrica del Sud, reclamant-la per a Portugal. Tot i que es desconeixen molts aspectes dels primers anys de vida de Cabral, se sap que procedia d'una família de la petita noblesa i que va rebre una bona educació.
Fou escollit per encapçalar una expedició a l'Índia el 1500, seguint la ruta inaugurada en 1499 per Vasco de Gama que resseguia la costa africana. L'objectiu de l'expedició era tornar amb espècies valuoses i establir relacions comercials a l'Índia, per tal de trencar el monopoli en el comerç de les espècies, aleshores en mans de comerciants àrabs, turcs i italians. La seva flota, composta per 13 vaixells, navegà per l'oceà Atlàntic fins a Cabo Verde i a continuació s'allunyà de la costa oest d'Àfrica en direcció sud-oest, tocant terra en el que inicialment suposa que és una gran illa. En trobar-se el nou territori dins l'òrbita portuguesa, segons el Tractat de Tordesillas, Cabral va reclamar-lo per a la corona portuguesa. Va explorar la costa i en adonar-se que la gran massa de terra era probablement un continent va enviar un vaixell per notificar-ho al rei Manuel I. Cabral havia desembarcat a Amèrica del Sud, i les terres que havia reclamat per a Portugal més tard serien conegudes com al Brasil. Posteriorment la flota va reprendre el seu viatge cap a l'est, per tal de continuar el seu viatge fins a l'Índia.
Una tempesta a l'Atlàntic sud va provocar la pèrdua de diversos vaixells, mentre els sis restants es retrobaren al canal de Moçambic per continuar fins a Calicut, a l'Índia. Inicialment Cabral va tenir èxit en la negociació dels drets comercials, però els comerciants àrabs van veure-ho com una amenaça per a llur monopoli, i instigaren l'atac de musulmans i hindús als magatzems portuguesos. Els portuguesos patiren nombroses baixes i les seves instal·lacions foren destruïdes. Cabral es venjà saquejant i cremant la flota àrab per a, posteriorment, bombardejar la ciutat. Des de Calicut l'expedició va salpar cap al Regne de Cochin, una altra ciutat estat índia, on es va fer amic del seu governant i carregà els vaixells amb espècies preuades abans de tornar a Europa. Tot i la pèrdua de vides humanes i vaixells, el viatge de Cabral fou considerat un èxit en tornar a Portugal. Els beneficis extraordinaris derivats de la venda de les espècies reforçaren les finances de la Corona portuguesa i ajudaren a establir les bases d'un Imperi Portuguès que s'estendria des de les Amèriques fins a l'Extrem Orient.
Cabral posteriorment fou substituït, possiblement per culpa d'una disputa amb Manuel I, quan una nova flota fou reunida per establir una presència més forta a l'Índia. En perdre el favor del rei es va retirar de la vida pública. Els seus èxits van quedar en l'oblit durant més de 300 anys, fins que dècades després de la independència del Brasil de Portugal, al segle xix, la reputació de Cabral va començar a ser rehabilitada per l'emperador Pere II del Brasil. Des d'aleshores els historiadors han discutit sobre si Cabral fou el veritable descobridor del Brasil, i si el descobriment va ser accidental o intencionat. Sobre la primera qüestió no hi ha notícies de gaires exploracions anteriors a la seva i cap d'elles contribuí de manera important al desenvolupament i el futur de la terra que en l'actualitat és el Brasil, l'únic país de parla portuguesa a Amèrica. Sobre la segona pregunta no hi ha un consens definitiu clar, ja que la hipòtesi del descobriment intencionat és mancat de proves sòlides. No obstant això, tot i veure's eclipsat per exploradors contemporanis, avui en dia Cabral és considerat una de les figures més importants de l'era dels descobriments.

## Biografia

### Primers anys

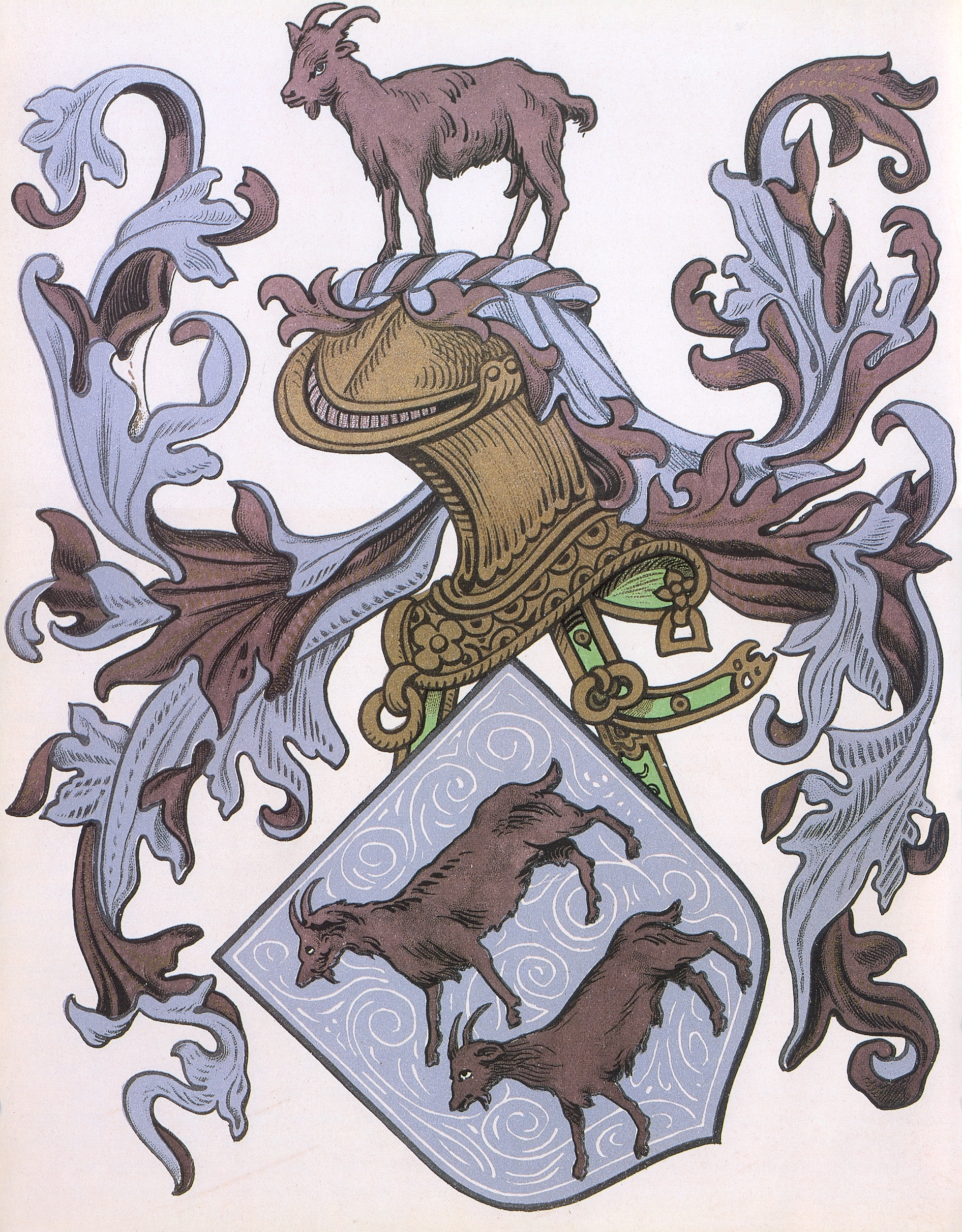
Escut d'armes de la família Cabral.

Poc se sap de la vida de Pedro Álvares Cabral amb anterioritat i posterioritat al viatge que va portar a descobrir el Brasil. Va néixer el 1467 o 1468, sent més probable el 1467, a Belmonte, a uns 30 quilòmetres de l'actual Covilhã al centre de Portugal. Fou un dels onze fills, cinc nens i sis nenes, que tingueren el matrimoni format per Fernão Álvares Cabral i Isabel Gouveia. Cabral va ser batejat com a Pedro Álvares de Gouveia i sols més tard, suposadament després de la mort del seu germà gran el 1503, va començar a emprar el cognom del pare.  L'escut d'armes de la seva família fou elaborat amb dues cabres de color porpra en un camp de plata. El porpra representa la fidelitat i les cabres fan al·lusió al nom de la família. Amb tot, sols el seu germà gran tenia dret a fer ús de les armes de la família.
La tradició familiar explicava que els Cabrals descendien de Caranos de Macedònia, fundador mític de la dinastia argiva del Regne de Macedònia. Caranus, alhora, descendia del semidéu Hèrcules. Mites a banda, l'historiador James McClymont creu que una altra tradició familiar podria donar pistes sobre el veritable origen de la família Cabral. Segons aquesta tradició, els Cabrals deriven d'un clan castellà anomenat Cabreiras que tenien un escut d'armes similar. La família Cabral va assolir la fama durant el segle xiv. Álvaro Gil Cabral va ser un dels pocs nobles portuguesos que va romandre lleial a Dom Joan I de Portugal durant la guerra contra el rei de Castella. Com a recompensa Joan I donà a Álvaro Gil el feu hereditari de Belmonte.
Criat com un membre de la baixa noblesa, Cabral va ser enviat a la cort del rei N'Afonso V el 1479, quan tan sols tenia 12 anys. Fou educat en humanitats i va aprendre a agafar les armes i lluitar. Quan estava a punt de fer 17 anys, el 30 juny 1484, va ser nomenat moço fidalgo (un títol menor llavors comunament concedit a joves nobles) pel rei En João II. La documentació de les seves activitats abans de 1500 és molt escassa i fragmentada, però Cabral podria haver participat en alguna campanya al nord d'Àfrica, de la mateixa manera com havia fet son pare i com feien altres joves nobles de l'època. El rei En Manuel I, que havia accedit al tron dos anys abans, li va concedir una pensió anual de 30.000 rals el 12 d'abril de 1497. En aquesta mateixa època se li atorgà el títol de fidalgo per part del Consell del Rei i va ser nomenat Cavaller de l'Orde de Crist. No hi ha cap imatge o descripció física detallada contemporània a la seva època. Se sap que tenia una constitució forta i que tenia una alçada semblant a la del seu pare, 1,90 metres. A Cabral se l'ha descrit com a culte, cortès, prudent, generós, tolerant amb els enemics, humil, alhora que molt vanitós i molt preocupat en relació al respecte que la seva posició i noblesa exigia.

### Descobriment del Brasil

#### Comandant en cap de la flota

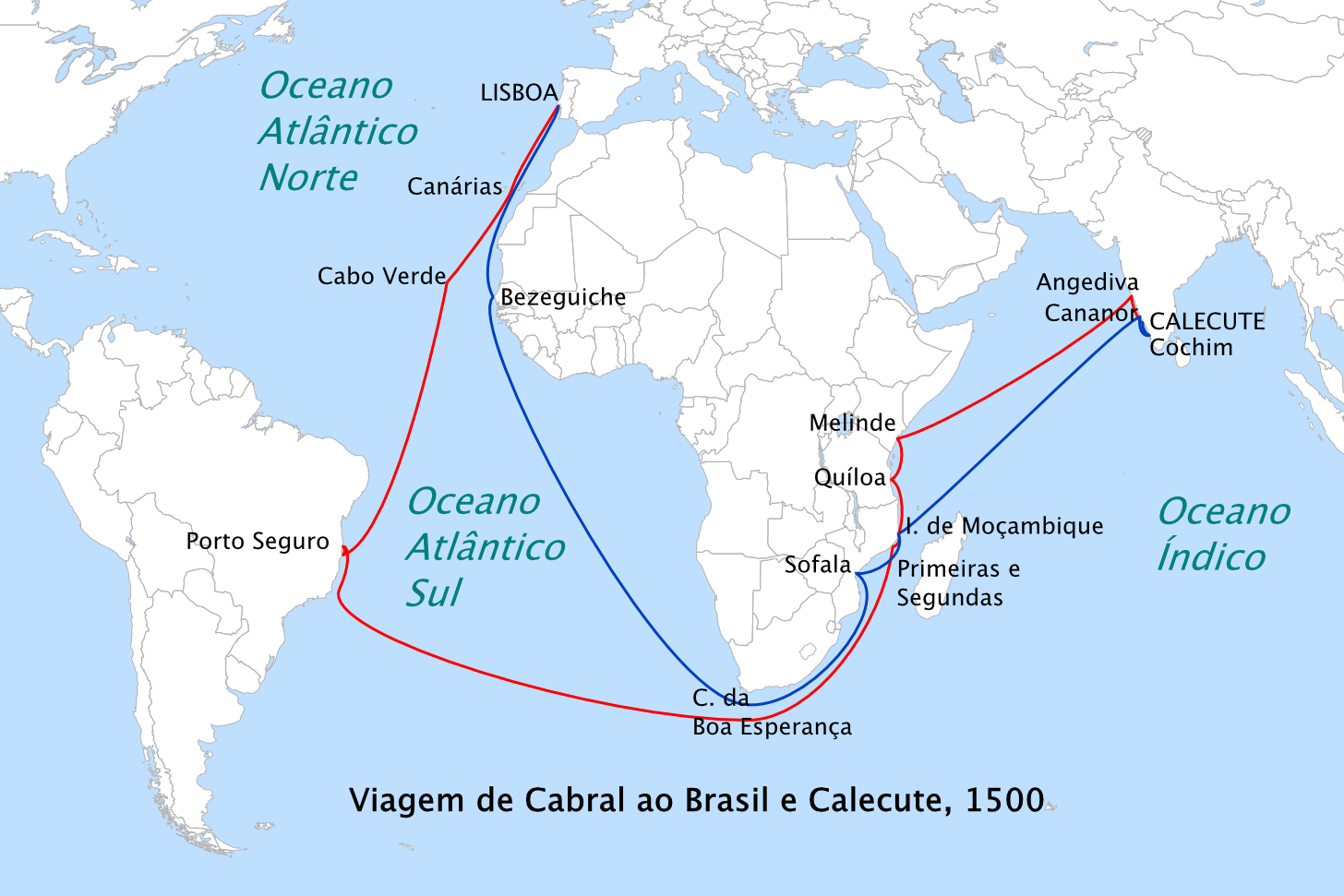
Ruta que va agafar Cabral de Portugal cap a l'Índia el 1500 (en vermell) i ruta de tornada cap a casa (en blau).

El 15 de febrer de 1500 Cabral va ser nomenat Capitão-mor (literalment Capità Major o comandant en cap) d'una expedició cap a l'Índia. En aquell temps era costum que la Corona Portuguesa nomenés nobles per tal de comandar expedicions navals i militars, independentment de l'experiència o competències demostrades. Aquest va ser el cas dels capitans dels vaixells comandats per Cabral, en què la majoria eren nobles com ell. Aquesta pràctica era arriscada, ja que l'autoritat podia recaure en mans de gent amb talent, com Afonso de Albuquerque o Dom João de Castro, però també en mans de persones altament incompetents i ineptes.
Escassos detalls han arribat fins als nostres dies pel que fa als criteris utilitzats pel Govern portuguès en la selecció de Cabral com a cap de l'expedició vers l'Índia. Al Reial Decret en què se'l nomena comandant en cap sols s'exposen "mèrits i serveis", però no se sap quins són aquests. L'historiador William Greenlee va sostenir que el rei Manuel I "sens dubte el coneixia bé de cort". Això, juntament amb "la capacitat de la família Cabral, la inqüestionable lleialtat a la Corona i la capacitat que havia demostrat a la cort i al consell van ser factors importants". Un altre aspecte positiu que pogué haver jugat a favor fou que dos dels seus germans formaven part del Consell del Rei. Donat el nivell d'intriga política present a la Cort, Cabral podria haver tingut una facció que hagués promogut el seu nomenament. L'historiador Malyn Newitt recalcà la idea que es tractà d'alguna maniobra fosca i que l'elecció de Cabral «va ser un intent deliberat d'equilibrar els interessos de les faccions rivals de la noblesa, ja que ell no sembla tenir cap altra qualitat per la recomanació i cap experiència a l'hora de comandar expedicions importants».
Cabral passà a ser el cap militar de l'expedició, mentre navegants molt més experimentats foren adscrits com a ajudants seus en temes d'assumptes navals. Entre els ajudants destaquen Bartolomeu Dias, Diogo Dias i Nicolau Coelho. Aquests, junt amb altres capitans, comandarien 13 vaixells i 1.500 homes. D'aquesta contingent, 700 eren soldats, mentre la resta eren gent d'estrat social baix i sense cap mena de formació ni experiència prèvia en combat.
La flota tenia dues divisions. La primera estava composta per nou carraques i dues caravel·les, i es dirigia a Calicut, a l'Índia, amb l'objectiu d'establir relacions comercials i una factoria. La segona constava d'una nau i una caravel·la i salpà del port de Sofala, a l'acual Moçambic. Com a recompensa per liderar la flota, Cabral tenia dret a 10.000 cruzados, i el dret a comprar 30 tones de pebre pel seu compte i dur-la fins a Europa. El pebre podria ser revenut, lliure d'impostos, a la Corona portuguesa. Al mateix temps, se l'autoritzà a importar 10 caixes de qualsevol altre tipus d'espècia, també lliure d'impostos. Tot i que el viatge era molt perillós, Cabral va tenir la possibilitat de convertir-se en un home molt ric de per vida, sempre que tornés a casa sa i estalvi i amb el carregament. Per aquell temps les espècies eren poc habituals a Europa i això feia que fossin molt preuades.

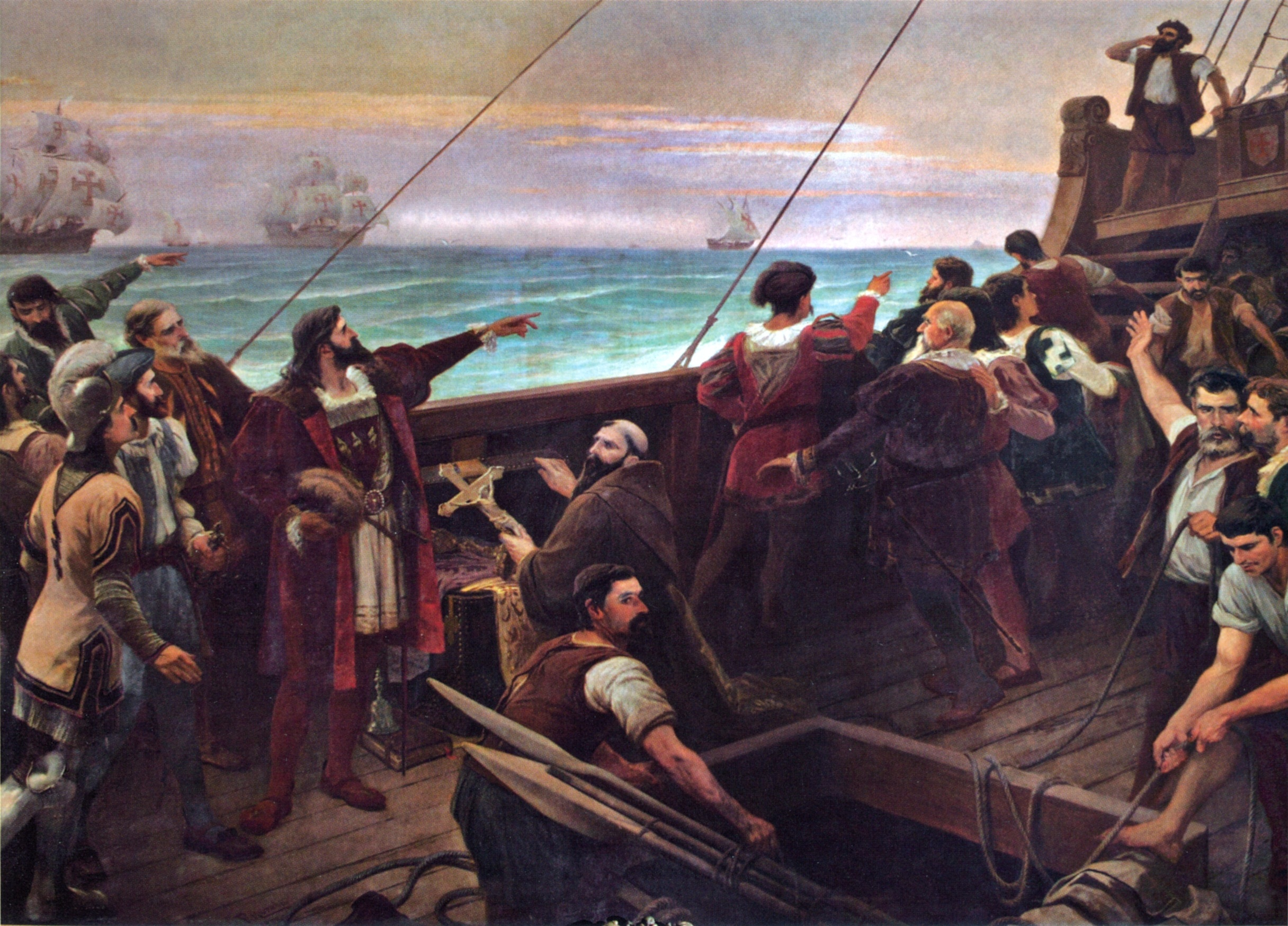
Cabral (centre-esquerra, assenyalant) mirant cap a la costa brasilera el 22 d'abril de 1500.

Anteriorment, una flota havia estat la primera a arribar a l'Índia circumnavegant Àfrica. Aquesta expedició va ser liderada per Vasco da Gama i va tornar a Portugal el 1499. Durant dècades Portugal havia estat buscant una ruta alternativa cap a l'est, amb la finalitat d'evitar el mar Mediterrani, que estava sota el control de les Repúbliques Marítimes i l'Imperi Otomà. L'expansionisme portuguès portaria primer a crear una ruta cap a l'Índia i, més tard, a la colonització de nombroses parts del món. El desig de difondre el catolicisme per terres paganes va ser un altre factor que motivà l'exploració. També hi havia una llarga tradició de guerra contra els musulmans, derivada de la lluita contra els moros durant la construcció de la nació portuguesa. La lluita es va expandir primer al nord d'Àfrica i, finalment, fins al subcontinent indi. Una ambició addicional que motivà els exploradors fou la recerca del mític Preste Joan, un poderós rei cristià amb qui es podria forjar una aliança contra l'islam. Finalment, la Corona Portuguesa estava intentant aconseguir una participació en el lucratiu comerç d'esclaus i or a l'Àfrica Occidental i el comerç de les espècies procedent de l'Índia.

#### Arribada a una nova terra
La flota, sota el comandament d'un Cabral que aleshores tenia 32 o 33 anys, salpà de Lisboa el migdia del 9 de març de 1500. El dia anterior la tripulació havia rebut un comiat públic que va incloure una missa i celebracions a les quals va assistir el rei, la seva cort i una gran multitud. El matí del 14 de març, la flota va passar per Gran Canària, seguint rumb cap a les illes de Cap Verd, una colònia portuguesa situada davant la costa occidental d'Àfrica, a la que s'arribà el 22 de març. L'endemà una nau comandada per Vasco de Ataíde, amb 150 homes, va desaparèixer sense deixar rastre. La flota va creuar l'Equador el 9 d'abril, i va navegar cap a l'oest, apartant-se, en la mesura del possible del continent africà, en el que es va conèixer com la «volta do mar». Els mariners van veure algues el 21 d'abril, cosa que els va dur a creure que s'estaven acostant a la costa. Fou l'endemà, dimecres 22 d'abril de 1500, quan la flota ancorà prop del que Cabral va batejar com a Monte Pascoal. Aquest indret es troba a la costa nord-est de l'actual Brasil.

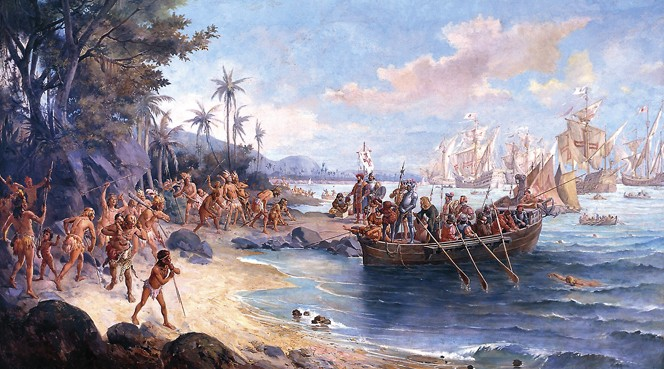
Desembarque de Cabral em Porto Seguro, oli sobre tela d'Oscar Pereira da Silva, 1904. Museu Històric Nacional (Rio de Janeiro).

El 23 d'abril els portuguesos detectaren la presència d'habitants a la costa i tots els capitans es van reunir a bord del vaixell de Cabral. Cabral va ordenar a Nicolau Coelho, un capità que havia viatjat amb Vasco da Gama a l'Índia, per baixar a terra i contactar amb ells. Coelho va posar el peu a terra i va intercanviar regals amb els indígenes. Després de tornar a bord, Cabral ordenà que la flota prengués rumb cap al nord, on després de navegar 65 quilòmetres van ancorar, el 24 d'abril, en un indret que el comandant en cap va anomenar Porto Seguro. L'indret era un port natural, i Afonso Lopes (pilot de la nau principal) va pujar a bord dos nadius per parlar amb Cabral.
Igual com en el primer contacte, la trobada va ser amistosa i Cabral va oferir regals als indígenes. Els habitants eren caçadors-recol·lectors com els de l'Edat de Pedra, als quals els europeus assignaren l'etiqueta genèrica d'"indis". Els homes aconseguien el menjar per mitjà de la caça, la pesca i la recol·lecció, mentre les dones es dedicaven a l'agricultura de subsistència. Els indígenes estaven dividits en nombroses tribus rivals. Cabral es trobà amb la tribu dels Tupiniquim. Alguns d'aquests grups eren nòmades, d'altres sedentaris, però tot i que coneixien el foc no coneixien els metalls. Algunes tribus practicaven el canibalisme. El 26 d'abril, diumenge de Pasqua, amb un nombre cada vegada major de nadius curiosos, Cabral va ordenar als seus homes construir un altar a terra, per tal de celebrar una missa, en la qual participarien ell i els seus homes.
Durant els dies següents va emmagatzemar aigua, aliments, fusta i altres subministraments. Els portuguesos també van construir una enorme creu d'uns 7 metres d'altura. Cabral constatà que la nova terra es trobava a l'est de la línia de demarcació entre Portugal i Espanya, que s'havia establert en el Tractat de Tordesillas. El territori estava dins l'hemisferi atribuït a Portugal. Per solemnitzar la reivindicació de Portugal sobre aquelles terres, s'aixecà una nova creu de fusta i se celebrà una segona missa l'1 de maig. En honor de la creu, Cabral nomenà les noves terres descobertes Illa de Vera Cruz. L'endemà, un vaixell de subministrament sota el comandament de Gaspar de Lemos o André Gonçalves (hi ha divergència segons les fonts) va tornar a Portugal per informar el Rei del descobriment.

### Viatge a l'Índia

#### Tragèdia a l'Àfrica meridional

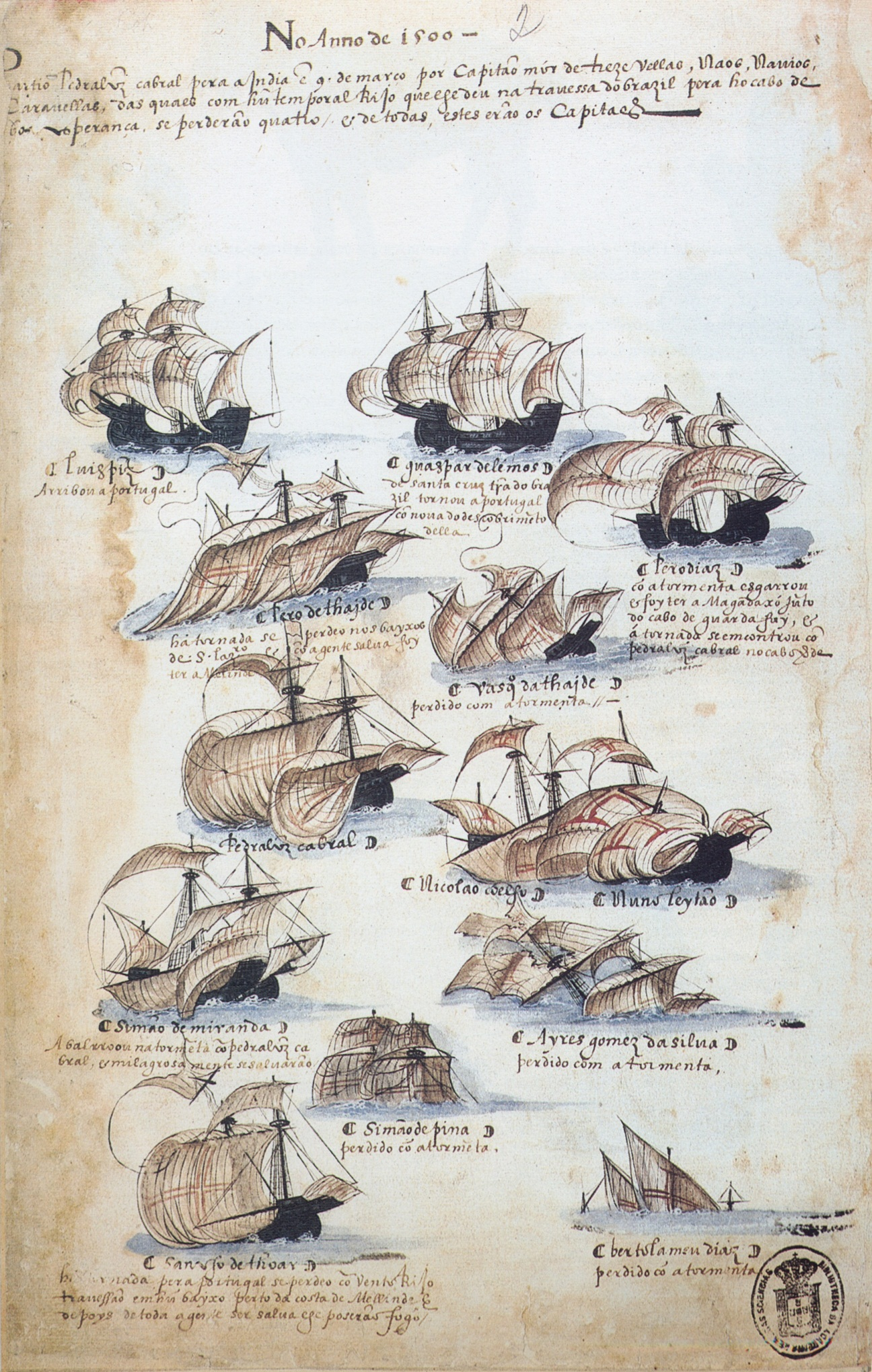
En la imatge —Memória das Armadas (1568)— s'aprecien dotze dels tretze vaixells que formaren part de la flota de Cabral. D'aquests dos van tornar buits, cinc amb la seva càrrega i sis es van perdre.

La flota va reprendre el seu viatge el 2 o 3 de maig de 1500, tot resseguint la costa est d'Amèrica del Sud. En fer-ho, Cabral es va convèncer que havia trobat un continent sencer, i no sols una illa. Al voltant del 5 de maig la flota va virar cap a l'est, cap a l'Àfrica. El 23 o 24 de maig els vaixells es van trobar amb una tempesta que provocà la pèrdua de quatre vaixells. El lloc exacte del desastre és desconegut, especulant-se llocs tan distants com el Cap de Bona Esperança, a l'extrem sud del continent africà fins a un indret "a la vista de la costa d'Amèrica del Sud". Tres naus i una caravel·la, comandada per Bartolomeu Dias, el primer europeu a arribar al Cap de Bona Esperança el 1488, naufragaren i 380 homes van morir.
Els vaixells restants, perjudicats pel mal temps i amb els aparells danyats, es van separar. Un dels vaixells que s'havia separat, comandat per Diogo Dias, vagà sense direcció, mentre els altres sis vaixells van poder reagrupar-se. Un cop reunits es van formar dues formacions de tres vaixells cadascuna. El grup de Cabral va navegar cap a l'est, passant pel Cap de Bona Esperança. Un cop determinada la seva posició i veient terra, es dirigiren cap al nord per desembarcar en algun indret de l'Arxipèlag de les Primeres i Segones, a l'Àfrica oriental, al nord de Sofala. La flota principal es va mantenir a prop de Sofala durant deu dies mentre els vaixell eren reparats. Posteriorment l'expedició es va dirigir cap al nord, i el 26 de maig va arribar Kilwa Kisiwani, on Cabral va intentar, sense sort, negociar un tractat amb el rei.
Des de Kilwa Kisiwani la flota salpà cap a Malindi, on arribaren el 2 d'agost. Cabral es va reunir amb el seu rei, amb qui va establir relacions d'amistat i van intercanviar regals. A Malindi foren reclutats pilots per a l'últim tram viatge fins a l'Índia. Abans d'arribar a la seva destinació final van aturar-se a Anjidiv, una illa on els vaixells es proveïen de camí a Calicut. Allà els vaixells foren calafatejats i pintats i es realitzaren els darrers preparatius de cara a la trobada amb el governant de Calicut.

#### Massacre a Calicut
La flota va salpar d'Anjidiv per arribar a Calicut el 13 de setembre. Cabral va tenir èxit en les negociacions amb el zamorín (títol del governant de Calicut) i va obtenir permís per establir una factoria i un magatzem a Calicut. Amb l'esperança de millorar les relacions, Cabral va enviar els seus homes en diverses missions militars a petició del zamorín. Amb tot, el 16 o 17 de desembre, la factoria fou atacada per sorpresa per uns 300 musulmans i hindús, tot i que hi ha fonts que indiquen que foren milers i que també hi havia militars implicats. Malgrat una defensa desesperada per part dels ballesters, més del 50 portuguesos foren assassinats. Els supervivents es van retirar als vaixells, alguns d'ells nedant. Creient que l'atac era el resultat de la incitació per gelosia de mercaders àrabs, Cabral esperà 24 hores per obtenir una explicació per part del zarmorín de Calicut al succés, però no va arribar cap disculpa.
Els portuguesos s'indignaren per l'atac a la factoria i la mort dels seus companys, per la qual cosa van atacar deu vaixells mercants àrabs que hi havia ancorats al port, matant uns 600 tripulants i confiscant les càrregues abans de ser incendiats. Al mateix temps Cabral ordenà als vaixells bombardejar Calicut durant tot un dia, en represàlia per la violació de l'acord. La massacre fou atribuïda, en part, a la poca sintonia existent entre portuguesos i musulmans, després de segles de lluites a la península Ibèrica i el nord d'Àfrica. D'altra banda, els portuguesos estaven decidits a dominar el comerç de les espècies i no tenien intenció de permetre prosperar la competència. Els àrabs tampoc tenien cap voluntat de permetre que els portuguesos trenquessin el seu monopoli sobre les espècies. Els portuguesos havien començat per insistir que se'ls donés un tracte preferencial en tots els aspectes del comerç. La carta del rei Manuel I, que Cabral va portar al governant de Calicut, traduïda pels intèrprets àrabs, sol·licitava l'exclusió dels comerciants àrabs. Aquests, creient que estaven a punt de perdre les seves oportunitats de negoci i mitjans de subsistència, van tractar d'influir en el governant hindú contra els portuguesos. Àrabs i portuguesos desconfiaven mútuament uns dels altres en tots els aspectes.

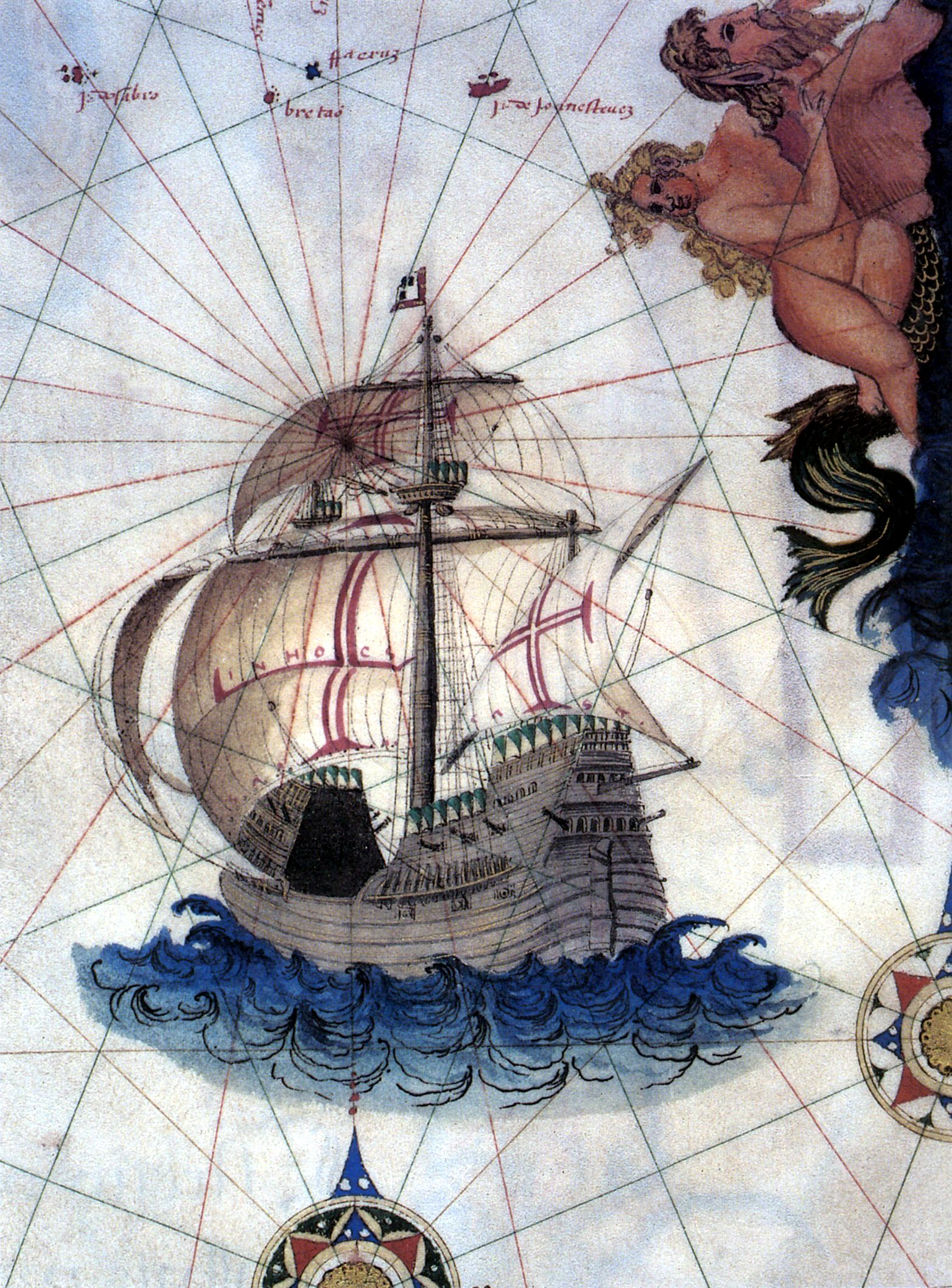
La nau (carraca) era un tipus d'embarcació més gran que la caravel·la, però més petita que el galió. Van ser utilitzats en els viatges de Cristòfor Colom, Vasco da Gama i Cabral.

Per l'historiador William Greenlee els portuguesos es va adonar que "eren pocs en nombre i els que anessin a l'Índia en futures expedicions sempre estarien en desavantatge numèric, de manera que aquesta traïció havia de ser castigada d'una manera severa per tal que els portuguesos fossin temuts i respectats en el futur. Fou l'artilleria superior la que va permetre complir amb l'objectiu." D'aquesta manera els portuguesos van establir un precedent en el comportament europeu a l'Àsia durant els segles posteriors.

#### Retorn a Europa
Certs avisos en els informes del viatge de Vasco da Gama a l'Índia portaren el rei Manuel I a informar Cabral de l'existència d'un altre port al sud de Calicut on també podrien establir relacions comercials. Aquesta ciutat era Kochi, on la flota hi va arribar el 24 de desembre. Kochi era nominalment un territori vassall de Calicut, però també era dominat per altres ciutats de l'Índia. Kochi volia aconseguir la independència, i els portuguesos estaven disposats a explotar la desunió índia, de la mateixa manera com farien els britànics tres-cents anys més tard. Aquesta tàctica finalment va assegurar l'hegemonia portuguesa a la regió. Cabral va forjar una aliança amb el governant de Kochi, així com amb els governants d'altres ciutats de l'Índia, amb la finalitat d'establir-hi una factoria. Per acabar, carregat de preuades espècies la flota arribà a Kannur per tal de negociar, abans d'emprendre el viatge de tornada a Portugal el 16 de gener de 1501.
L'expedició es va dirigir a la costa est d'Àfrica. Una de les naus quedà atrapada en un banc de sorra i el vaixell va començar a enfonsar-se, però en no haver-hi espai en les altres naus la seva càrrega es va perdre en ordenar Cabral incendiar la carraca. La flota continuà cap a l'illa de Moçambic, al nord-est de Sofala, per tal de preparar els vaixells de cara a la dura travessia a través del Cap de Bona Esperança. Una caravel·la va ser enviada a Sofala, un altre dels objectius de l'expedició. Una segona caravel·la, considerada el vaixell més ràpid de la flota i capitanejada per Nicolau Coelho, fou enviada per davant de les altres per donar l'avís al Rei de l'èxit del viatge. Un tercer vaixell, comandat per Pedro de Ataíde, se separà de la flota després de salpar de Moçambic.
El 22 de maig la flota, reduïda a tan sols dos vaixells, va doblar el cap de Bona Esperança. Van arribar a Beseguiche (actual Dakar, a la península de Cap Verd), el 2 de juny. Allà es trobaren no sols amb la caravel·la de Nicolau Coelho, sinó també amb la nau de Diogo Dias, que s'havia perdut feia més d'un any després del desastre a l'Atlàntic Sud. La nau havia patit diverses aventures  i estava en males condicions, amb una tripulació formada per tan sols set homes malalts i desnodrits. També es trobaren amb una altra flota portuguesa a Beseguiche. Després que Manuel I fos informat del descobriment de l'actual Brasil, ordenà l'enviament d'una petita flota per explorar-lo. Entre els navegants que hi anaren hi havia Amerigo Vespucci, que va confirmar que havia desembarcat en un continent i no pas en una illa.
La caravel·la de Nicolau Coelho va partir primer de Beseguiche, arribant a Portugal el 23 de juny de 1501. El vaixell de Cabral quedà endarrerit, tot esperant el vaixell desaparegut de Pedro d'Ataíde i la caravel·la que havia estat enviada a Sofala. Ambdós vaixells van acabar apareixent i Cabral arribà a Portugal el 21 de juliol de 1501. En total dos vaixells tornaven buits, cinc completament carregats i sis es van perdre. Amb tot, el carregament transportat per la flota generà uns guanys de fins al 800% per la Corona portuguesa. Un cop venudes les espècies, els ingressos cobriren les despeses d'equipar la flota, generant un benefici sols superat per la suma total de les despeses. «Sense desanimar-se per les pèrdues precedents que havia patit, quan arribà a la costa est africana Cabral seguí endavant amb la missió que se li havia encarregat i fou capaç d'inspirar als oficials i homes supervivents un coratge idèntic», afirma l'historiador James McClymont. «Pocs viatges al Brasil i l'Índia foren tan ben executats com el de Cabral», va afirmar l'historiador Bailey Diffie, ja que el viatge establí un camí per l'obertura immediata «d'un imperi marítim portuguès de l'Àfrica fins a l'Extrem Orient», i més tard un «imperi terrestre al Brasil».

### Anys finals

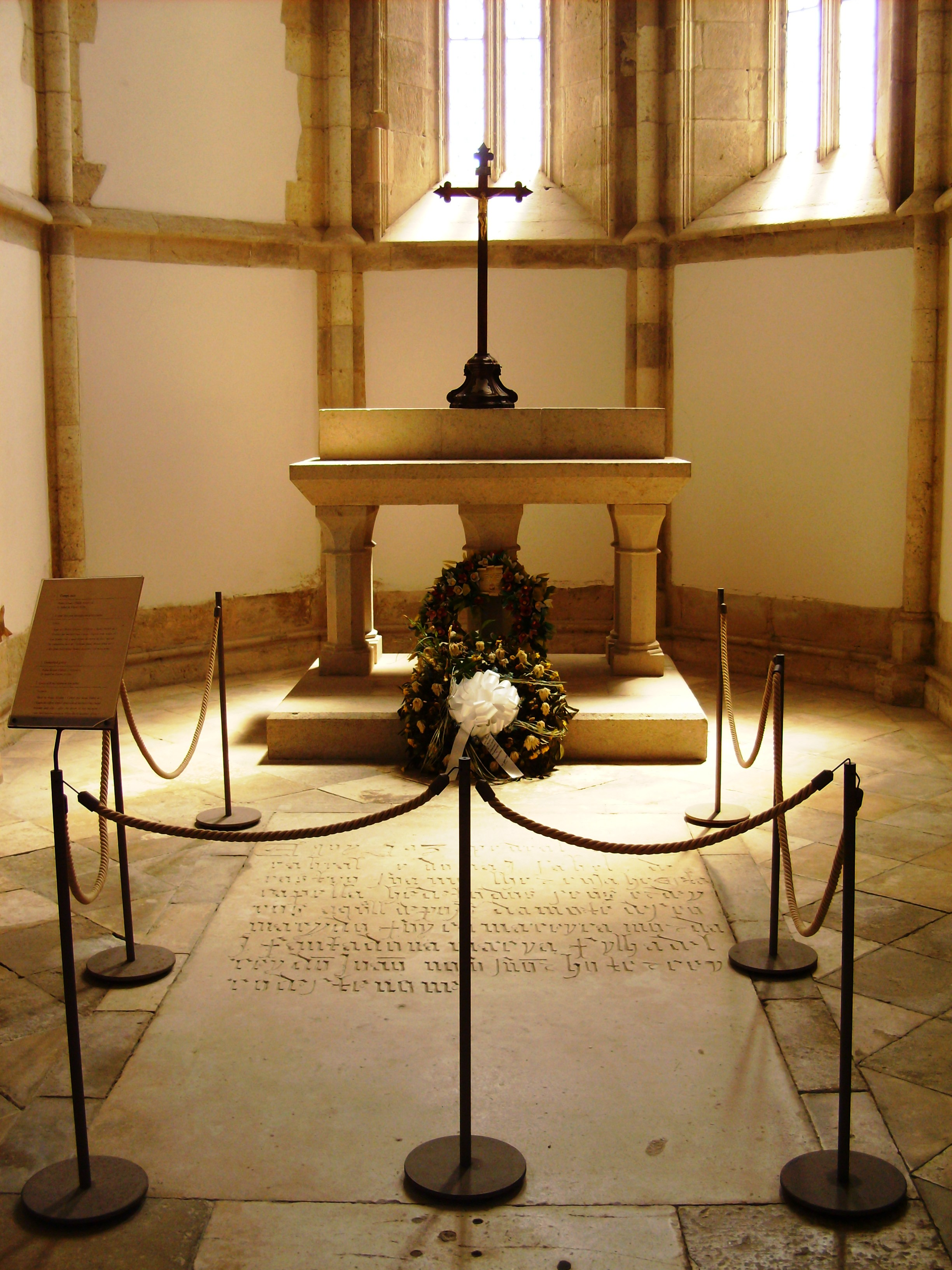
Tomba de Cabral a Santarém.

En tornar Cabral, el rei Manuel I començà a planejar una nova flota per fer el viatge a l'Índia i venjar les pèrdues portuguesos a Calicut. Cabral fou l'escollit per comandar aquella "Flota de Venjança ", com se l'anomenava. Durant vuit mesos Cabral va fer tots els preparatius pel viatge, però per raons que segueixen sent poc clares fou rellevat del comandament. Segons sembla s'havia proposat posar a Vicente Sodré al capdavant d'una part de la flota, a la qual cosa Cabral s'hi oposà rotundament. No se sap si va ser acomiadat o fou ell mateix que demanà ser rellevat del comandament, però el resultat fou que qual la flota va partir el març 1502 el seu comandant era Vasco da Gama i no pas Cabral. Això és conegut perquè va sorgir una hostilitat entre les faccions que recolzaven Da Gama i Cabral. En algun moment Cabral optà per deixar la cort permanentment. El rei es va mostrar irritat amb aquest assumpte, fins al punt que el sol fet de mencionar-lo en la seva presència podia acabar amb l'expulsió de la Cort, com així va ocórrer amb un dels partidaris de Vasco da Gama.
Tot i la pèrdua del favor de Manuel I, Cabral va ser capaç de contraure un matrimoni avantatjós el 1503 amb Dona Isabel de Castro, una noble rica i descendent del rei Ferran I de Portugal. La seva mare era germana d'Afonso de Albuquerque, un dels caps militars de Portugal més grans durant l'Era dels Descobriments. La parella va tenir almenys quatre fills: dos homes (Fernão Álvares Cabral Cabral i Antonio Cabral) i dues noies (Catarina de Castro i Guiomar de Castro). Altres fonts indiquen que van tenir dues filles més, anomenades Isabel i Elionor i que Guiomar, Isabel i Elionor foren admeses en ordes religiosos. Afonso d'Albuquerque va intentar intercedir a favor de Cabral i, el 2 desembre 1514, va demanar al rei Manuel I que el perdonés i el permetés tornar a la cort, però va ser en va.
Cabral patia febre de manera habitual i un tremolor, possiblement resultat de la malària, des del seu viatge, per la qual cosa es va retirar a Santarém el 1509, on passà els darrers anys de la seva vida. Gairebé no hi ha informació sobre les seves activitats durant aquell temps. D'acord amb una carta de 17 de desembre de 1509, Cabral es va veure involucrat en una disputa per una transacció de terres de la seva propietat. Una altra carta del mateix any informava que rebria certs privilegis per un servei militar desconegut. El 1518, o potser abans, fou ascendit de fidalgo a cavaller del Consell del Rei, amb una assignació mensual de 2.437 reals, que calia sumar a l'assignació anual que se li concedí el 1497, i que se li seguia pagant. Cabral va morir per causes no especificades, probablement el 1520, i fou enterrat a l'interior del Convento de Graça, a Santarém.

## Llegat

### Rehabilitació pòstuma

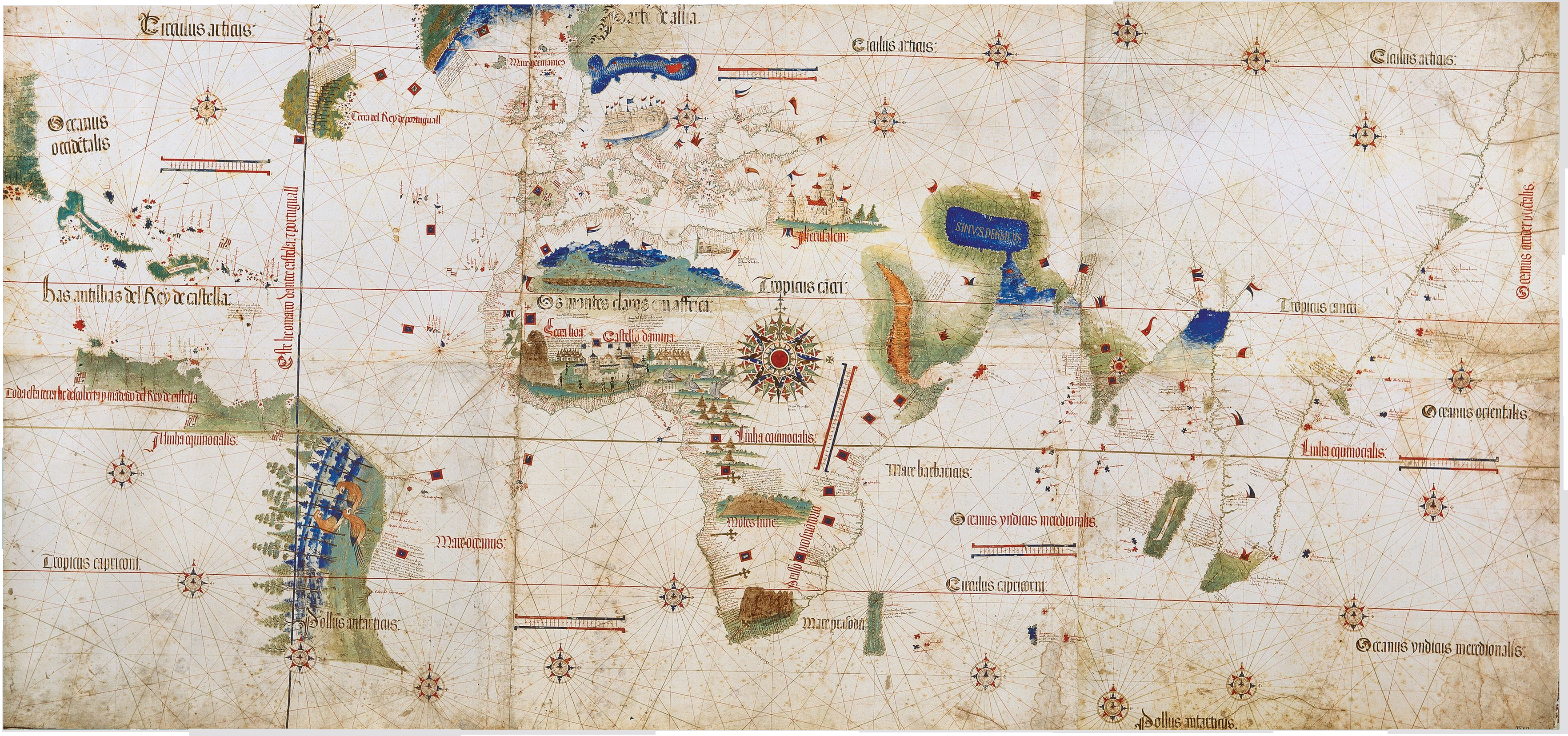
Planisferi de Cantino de 1502. El mapa es caracteritza per representar amb gran precisió zones del món poc explorades pels navegants europeus. La costa del Brasil apareix parcialment traçada, confirmant la idea de Pedro Álvares Cabral que el Brasil no era un territori petit, sinó un continent que s'estenia més al sud. La línia del Tractat de Tordesillas també apareix marcada.

El primer assentament permanent portuguès al Brasil es fundà a São Vicente el 1532 per Martim Afonso de Sousa. A mesura que passaven els anys, els portuguesos anaren lentament expandint les fronteres fronteres cap a l'oest, conquerint noves terres, tant als indígenes americans com als espanyols. El Brasil havia consolidat la majoria de les seves actuals fronteres el 1750, sent considerat per Portugal com la part més important del seu vast imperi marítim. El 7 de setembre de 1822, l'hereu al tron de Portugal Dom Joan VI garantí la independència del Brasil i Dom Pere I en fou el primer emperador.
Els descobriments de Cabral, així com el lloc on fou enterrat, foren gairebé oblidats durant 300 anys des de l'expedició. Aquesta situació començà a canviar en iniciar-se la dècada de 1840, quan l'emperador Pere II, fill i successor de Pere I, patrocinà recerques i publicacions sobre la vida i l'expedició de Cabral a través de l'Institut Històric i Geogràfic Brasiler. Això formava part de l'ambiciós pla de l'Emperador per fomentar i enfortir un sentiment nacionalista entre tots els ciutadans brasilers, donant-los una identitat i història comuna, en l'únic país de parla portuguesa d'Amèrica. L'inici del ressorgiment de l'interès en Cabral fou degut al redescobriment, el 1839, de la seva tomba per part de l'historiador brasiler Francisco Adolfo de Varnhagen L'estat completament decadent en què es va trobar la de Cabral gairebé va provocar una crisi diplomàtica entre el Brasil i Portugal, aquest últim governat aleshores per la germana gran de Pere II, Maria II.
El 1871 l'emperador brasiler, aleshores en visita oficial a Europa, visità la tomba de Cabral i proposà la seva exhumació per a l'estudi científic, la qual va tenir lloc el 1882. En una segona exhumació, el 1896, es va permetre l'eliminació d'una urna que contenia terra i fragments d'ossos. Tot i que les seus restes encara es localitzaven a Portugal, l'urna va ser portada a l'antiga catedral de Rio de Janeiro el 30 de desembre de 1903. Des d'aquell moment Cabral va esdevenir un heroi nacional al Brasil. A Portugal, però, la seva fama quedà eclipsada pels èxits de Vasco da Gama. L'historiador William Greenlee va sostenir que l'exploració de Cabral és important «no només per la seva posició en la història de la geografia sinó per la seva influència en la història i l'economia del període». Tot i reconèixer que pocs viatges «han estat de major importància per a la posteritat», també diu que «pocs han estat menystinguts en el seu temps». Amb tot, l'historiador James McClymont va afirmar que «la posició de Cabral en la història de les conquestes i descobriments portuguesos és inexpugnable tot i la supremacia d'homes més forts i afortunats». Segons ell Cabral «sempre serà recordat en la història com el principal, sinó el primer, descobridor del Brasil».

### Hipòtesi del descobriment intencional

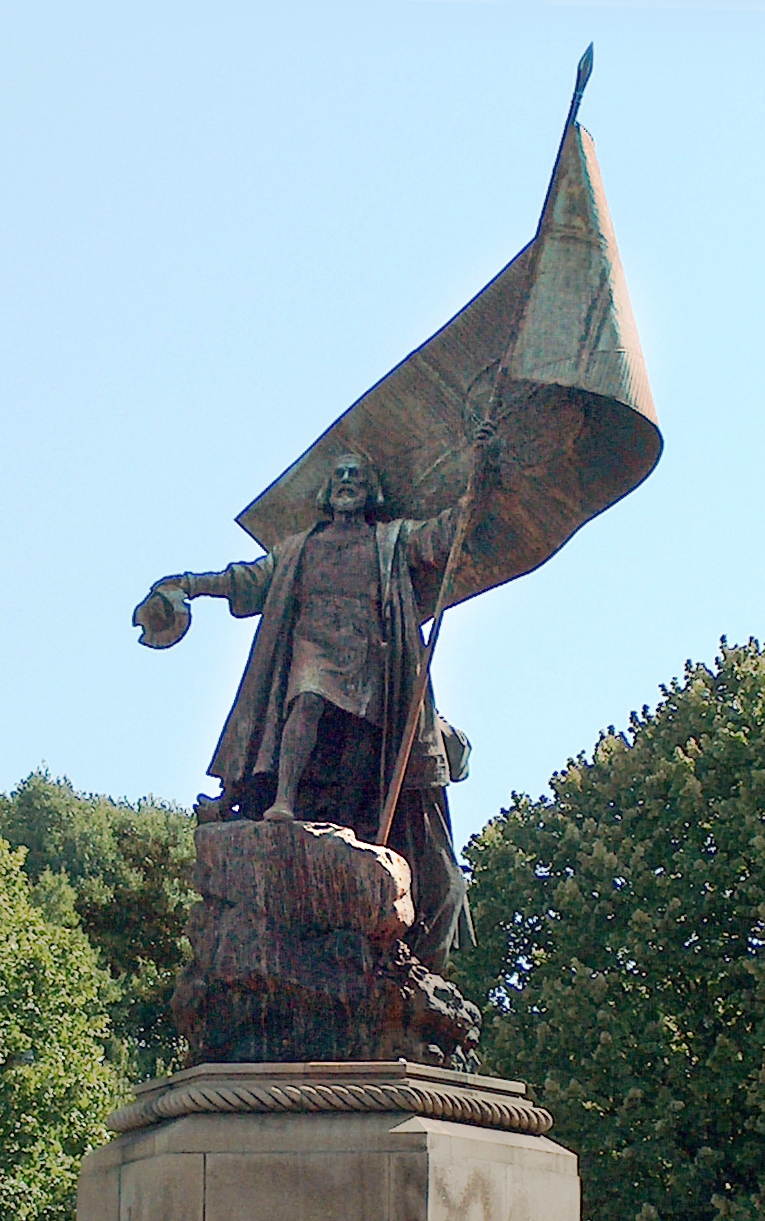
Monument a Cabral, Lisboa

Una controvèrsia que ocupa els estudiosos des de fa més d'un segle és si el descobriment de Cabral fou accidental o intencionat. En aquest darrer cas, això significaria que els portuguesos van tenir almenys algun indici que existia una terra a l'oest. La qüestió va ser plantejada per primera vegada per l'emperador Pere II el 1854 durant una sessió de l'Institut Històric i Geogràfic Brasiler, quan se li va preguntar si el descobriment podria haver estat intencionat.
Fins a la conferència de 1854, la idea generalitzada era que el descobriment havia estat un accident. Els primers treballs sobre aquesta temàtica tenien aquest punt de vista, com ara História do Descobrimento e Conquista da Índia (1541) per Fernão Lopes de Castanheda, Décadas da Ásia (1552) per João de Barros, Crônicas do Felicíssimo Rei D. Manuel (1558) per Damião de Góis, Lendas da Índia (1561) per Gaspar Correia, História do Brasil (1627) pel frare Vicente do Salvador i História da América Portuguesa (1730) per Sebastião da Rocha Pita.
El primer treball defensant la idea de la intencionalitat fou publicada el 1854 per Joaquim Norberto de Sousa i Silva, després que Pere II hagués iniciat el debat. Des de llavors diversos erudits recolzaren aquesta idea, entre ells Francisco Adolfo de Varnhagen, Capistrano de Abreu, Pedro Calmon, Fábio Ramos i Mário Barata. L'historiador Hélio Vianna afirma que «tot i que hi ha indicis de la intencionalitat» en el descobriment de Cabral «basats principalment en el coneixement o sospites anteriors de l'existència de terres a les costes de l'Atlàntic Sud», no hi ha proves irrefutables que li donin suport. Aquesta opinió també és compartida per l'historiador Thomas Skidmore. El debat sobre si el descobriment fou intencionat o no és considerat «irrellevant» per l'historiador Charles R. Boxer. L'historiador Anthony Smith arriba a la conclusió que els arguments en conflicte «probablement mai es resoldran».

## Precursors

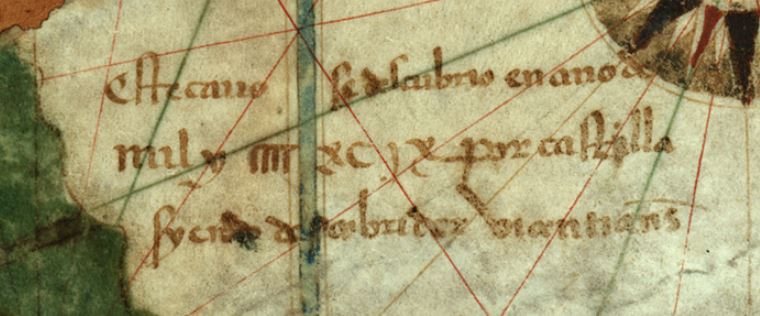
El mapa de Juan de la Cosa, datat el 1500, menciona el viatge al nord del Brasil per Vicente Yáñez Pinzón.

Cabral no fou el primer europeu a trepitjar terres brasileres, per no parlar d'altres parts d'Amèrica del Sud. S'han trobat monedes romanes a l'actual Veneçuela, probablement procedents de vaixells que hi van ser arrossegats per tempestes en l'edat antiga. Els escandinaus van arribar Amèrica del Nord i fins i tot van establir temporalment alguns assentaments, tot i que aquests havien desaparegut en algun moment abans de finalitzar el segle xv. Cristòfor Colom, en el seu tercer viatge al Nou Món el 1498, va recórrer part de l'actual Veneçuela.
En el cas del Brasil fou considerat probable que el navegant portuguès Duarte Pacheco Pereira hagués fet un viatge a la costa del Brasil el 1498. Aquesta creença ha estat totalment descartada i en l'actualitat es creu que va viatjar a Amèrica del Nord. Hi ha més evidències sobre el fet que dos espanyols, Vicente Yáñez Pinzón i Diego de Lepe haguessin viatjat per la costa nord del Brasil entre gener i març de 1500. Pinzón va anar des del que avui és Fortaleza fins a la desembocadura del riu Amazones. Allà es va trobar amb una altra expedició espanyola encapçalada per Lepe, que arribaria fins al riu Oiapoque el març. La raó per la qual Cabral és considerat el descobridor del Brasil, en comptes dels exploradors espanyols, és perquè les visites dels Pinzón i Lepe foren breus i superficials i no tingueren un impacte durador. Els historiadors Capistrano de Abreu, Francisco Adolfo de Varnhagen, Mário Barata i Hélio Vianna coincideixen que les expedicions espanyoles no van influir en el desenvolupament del seria l'únic país de parla portuguesa a les Amèriques, amb una història, cultura i societat única, molt diferents a les societats hispano-americanes que dominaren la resta del continent.

## Títols i honors

### Noblesa
- Moço fidalgo el 30 de juny de 1484
- Fidalgo al Consell del Rei el 1497
- Cavaller al Consell del Rei al voltant de 1518

### Honors
- Cavaller de l'Orde de Crist el 1497